# Keiko Yamada
Pour les articles homonymes, voir Yamada et KCO.
Keiko, retranscrite KCO depuis 2008, est le nom de scène de la chanteuse japonaise Keiko Yamada (山田圭子, Yamada Keiko, née le 8 août 1972 à Usuki, préfecture d'Ōita, au Japon). 

## Biographie
Keiko débute en 1995 en tant que chanteuse du populaire groupe globe, aux côtés du claviériste et producteur à succès Tetsuya Komuro. 
Elle sort en parallèle à globe un premier single en solo chez avex en 2000, en tant que globe featuring KEIKO, qui se classera 5ème du Top Singles Oricon, un succès single qui engendrera sa première tournée solo. 
Keiko sort l'année suivante "A Song is born" en duo avec Ayumi Hamasaki , qui sera numéro 1 des ventes et s'écoulera à 441 410 exemplaires.
En 2002 elle épouse Tetsuya Komuro, le mariage très médiatisé sera diffusé à la télévision japonaise.
Un deuxième single en solo, nommé KCO est publié en 2003, il contient plusieurs titres dont HUMANRACE utilisé pour la promotion japonaise du film Michel Vaillant.

### 2008: Carrière Solo
En 2008, Keiko démarre une véritable carrière solo sous le nouveau nom de scène KCO, toujours prononcé "Keiko" (K=kei, CO=ko). Elle signe chez une autre maison de disques, Universal Music, Elle adoptera un nouveau look en arborant une chevelure entièrement Rose.  
Ainsi est publié début mars le single Haru No Yuki (春の雪; Spring Snow), une ballade qui se classera à la 30ème place du top single Oricon des sa première semaine.
Le 30 avril l'album O-Crazy LUV est disponible dans les bacs, il est disponible en deux édition : une simple et une limitée avec une pochette légèrement différente et un DVD incluant le clip d'Haru no Yuki et son making-of. L'édition digitale Itunes contient deux inédits : Secret Comes (TK Remix) et Selfish (version longue).
Fin Mai le nouveau single O-Crazy LUV est dévoilé, un single électronique up-tempo très différent du premier single.
À la suite des ennuis financiers puis judiciaires de TK et la presse à scandale lançant des rumeurs de divorce, elle dénonce cette rumeur et explique que ses récents travaux étaient une manière de soutenir son mari face à ses problèmes juridiques et financiers.

### 2011-2014: Accident puis silence médiatique
En mai 2011 sort l'album Digitalian is eating Breakfast 2 de Tetsuya Komuro, dans lequel Keiko (stylisé K-C-O) participera à deux titres: Go Crazy et Every.
Le 24 octobre 2011, elle est victime d'une hémorragie méningée qui entraîne son hospitalisation et la mise en pause de sa carrière depuis ; cet accident entraîne le début d'un long silence médiatique qui durera près de quatre ans. 

### 2015-présent: Keiko sort du silence
En 2015 TK et Marc Panther se réunissent lors d'un showcase à l'occasion de la sortie de l'album de remix Remode, la surprise de l'événement fut la diffusion d'un message audio enregistré par Keiko, il s'agit de sa première annonce publique depuis l'accident.
En 2016, l'album live de la tournée solo de Keiko en 2000 est enfin publié au sein du coffret globe 2 decade - live blu-ray box.
Le 15 août 2017, Tetsuya Komuro poste sur son compte Instagram une vidéo ou l'on entend Keiko interpréter une chanson inédite, nommée « Keiko 2016-2017 ».
TK a écrit en commentaire « Après sa maladie, j'ai fait une chanson pour qu'elle essaye de chanter. Je pense qu'elle va mieux maintenant. » 
En juillet 2018 sa famille accorde une interview au magazine Shukan Bunshun, annonçant qu'elle et Tetsuya Komuro sont séparés et qu'elle vit désormais avec sa famille. Ils dénoncent notamment certains  propos de TK en expliquant qu'elle n'a perdu tout intérêt pour la musique et qu'elle se rend régulièrement au karaoké avec ses amis, et que TK ne s'est pas occupé d'elle pendant sa convalescence. Sa famille fournit au magazine une photo récente de la star pour montrer ses progrès depuis le début de sa maladie. 

## Parolière
Keiko est non seulement chanteuse du groupe Globe mais elle est également à partir de 1998 parolière : 
De deux titres de l'album Relation: Like a Snowy Kiss et Ilusion.
Des trois singles inédits de 1999 : Miss Your Body, Still Growing Up et Bitting her Nails.
De cinq titres de l'album Outernet: outernet, Tonikaku Mushou ni..., Garden, Another Sad Song et On the Way to YOU.
De trois titres du projet Lights : Try this shoot, Wht's the justice et Starting from Here.
De deux titres de l'album Level 4: Compass et The Box,de Why Why tell me Why sur l'album Maniac et de Please Please Please sur New Deal.
En 2008 KCO a également écrit les paroles des deux singles extraits de son album solo: Haru No Yuki et O-Crazy Luv.

## Discographie

### KEIKO
Singles
- 2000/03/29 : on the way to YOU (par "globe featuring KEIKO")
- 2003/12/10 : KCO (par "KEIKO")

Collaborations
- 1997/01/01 : You Are the One (par "TK presents konetto")
- 2001/12/12 : A Song Is Born (par "Ayumi Hamasaki & KEIKO")
- 2003/06/25 : be true (par "Cyber X feat.KEIKO")
- 2006/12/20 : MY WAY (par "THE AURIS (SUPER) BAND")

### KCO
Single
- 2008/03/12 : Haru no yuki (春の雪?)

Album
- 2008/04/30 : O-CRAZY LUV